# Lomtjärnen (Degerfors socken, Västerbotten, 716383-168426)
Lomtjärnen är en sjö i Vindelns kommun i Västerbotten och ingår i Sävaråns huvudavrinningsområde.